# Galvsjön
Galvsjön är en sjö vid Galven i Ovanåkers kommun i Hälsingland och ingår i Ljusnans huvudavrinningsområde. Sjön är 38 meter djup, har en yta på 9,05 kvadratkilometer och är belägen 171 meter över havet. Sjön avvattnas av vattendraget Rösteån (Vinnfarsån). Vid provfiske har en stor mängd fiskarter fångats, bland annat abborre, braxen, gers och gädda.

## Delavrinningsområde
Galvsjön ingår i det delavrinningsområde (681678-151971) som SMHI kallar för Utloppet av Galvsjön. Medelhöjden är 238 meter över havet och ytan är 43,88 kvadratkilometer. Räknas de 43 avrinningsområdena uppströms in blir den ackumulerade arean 418,83 kvadratkilometer. Rösteån (Vinnfarsån) som avvattnar avrinningsområdet har biflödesordning 2, vilket innebär att vattnet flödar genom totalt 2 vattendrag innan det når havet efter 66 kilometer. Avrinningsområdet består mestadels av skog (66 procent). Avrinningsområdet har 9,12 kvadratkilometer vattenytor vilket ger det en sjöprocent på 20,8 procent.

## Fisk
Vid provfiske har följande fisk fångats i sjön:
- Abborre
- Braxen
- Gärs
- Gädda
- Gös
- Lake
- Löja
- Mört
- Nors
- Siklöja